# Télécabine de la Flégère
La télécabine de la Flégère est une télécabine de France située en Haute-Savoie, dans la vallée de Chamonix. Elle permet de relier les Praz de Chamonix à la Flégère. Elle fonctionne depuis décembre 2019, date à laquelle elle remplace un téléphérique.

## Caractéristiques

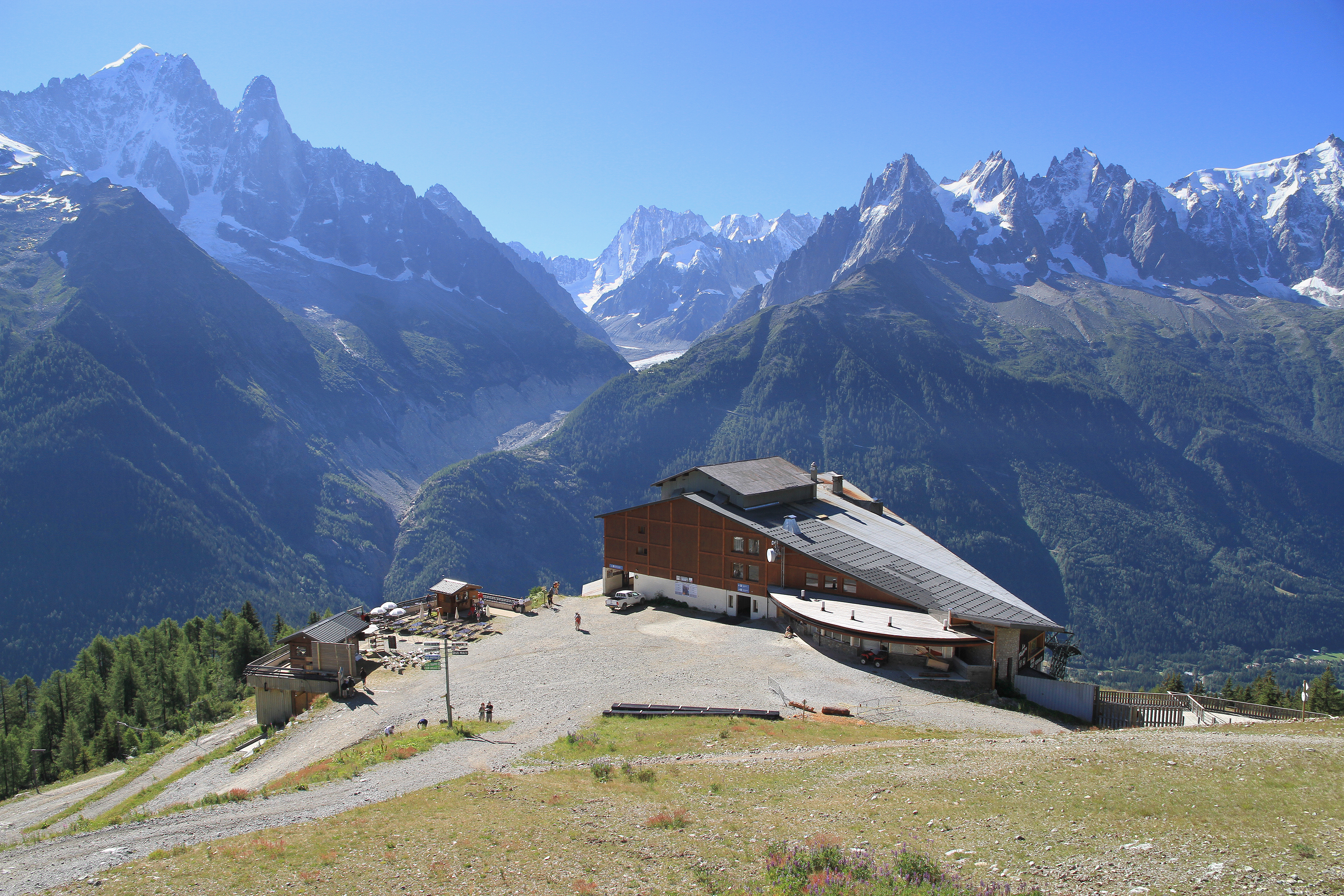
Vue de la gare amont du téléphérique en 2010 avec le massif du Mont-Blanc de l'autre côté de la vallée de Chamonix, notamment l'aiguille Verte et les Drus à gauche, la Mer de Glace et les Grandes Jorasses au centre et les aiguilles de Chamonix à droite.

La télécabine est située dans le centre de la vallée de Chamonix, sur l'adret des aiguilles Rouges, au nord-est du bourg de Chamonix,. Elle relie les Praz de Chamonix à 1 068 mètres d'altitude au site de la Flégère à 1 899 mètres d'altitude, sous les aiguilles de la Glière et de la Floria,. Les 12 pylônes répartis sur les 2 237 mètres de longueur permettent de franchir les 831 mètres de dénivelé en un peu plus de 6 minutes.
La gare aval située au bord de l'Arve se compose de deux niveaux avec au rez-de-chaussée un guichet pour l'achat des forfaits et un restaurant et au premier étage les quais d'embarquement pour la remontée. Cette disposition en hauteur permet de protéger l'installation en cas de crue du torrent, la gare étant située en zone inondable. La gare amont à la particularité d'intégrer dans le bâtiment d'origine de l'ancien téléphérique.
À l'arrivée de la télécabine se trouvent le refuge de la Flégère, un restaurant, un snack, des commodités touristiques (table d'orientation, plans des pistes et des sentiers de randonnée, toilettes, etc.), une retenue collinaire, l'arrivée des télésièges des Évettes et de la Trappe et le départ de ceux de la Chavanne et de l'Index. Le Tour du Mont-Blanc et le GRP Tour du Pays du Mont-Blanc passent à l'arrivée de la télécabine en empruntant le Grand Balcon Sud si bien qu'elle constitue l'un des points de départ ou d'arrivée de ces sentiers de grande randonnée,.

## Exploitation
La télécabine fait partie des remontées mécaniques du domaine skiable de Chamonix-Brévent-Flégère et représente l'un des deux moyens d'accès au domaine d'altitude depuis la ville avec la télécabine de Planpraz. Lorsque l'enneigement le permet, il est possible de redescendre à ski depuis la Flégère jusqu'au pied de la ligne en empruntant la piste noire Les Praz.
Comme la plupart des remontées mécaniques au départ de la vallée de Chamonix, la télécabine fonctionne également le reste de l'année pour desservir les sentiers de randonnées dont le Grand Balcon Sud empruntés par le Tour du Mont-Blanc et le GRP Tour du Pays du Mont-Blanc ainsi que d'autres sentiers permettant de rejoindre notamment le lac Blanc, le col de la Glière et les lacs Noirs,.

## Histoire

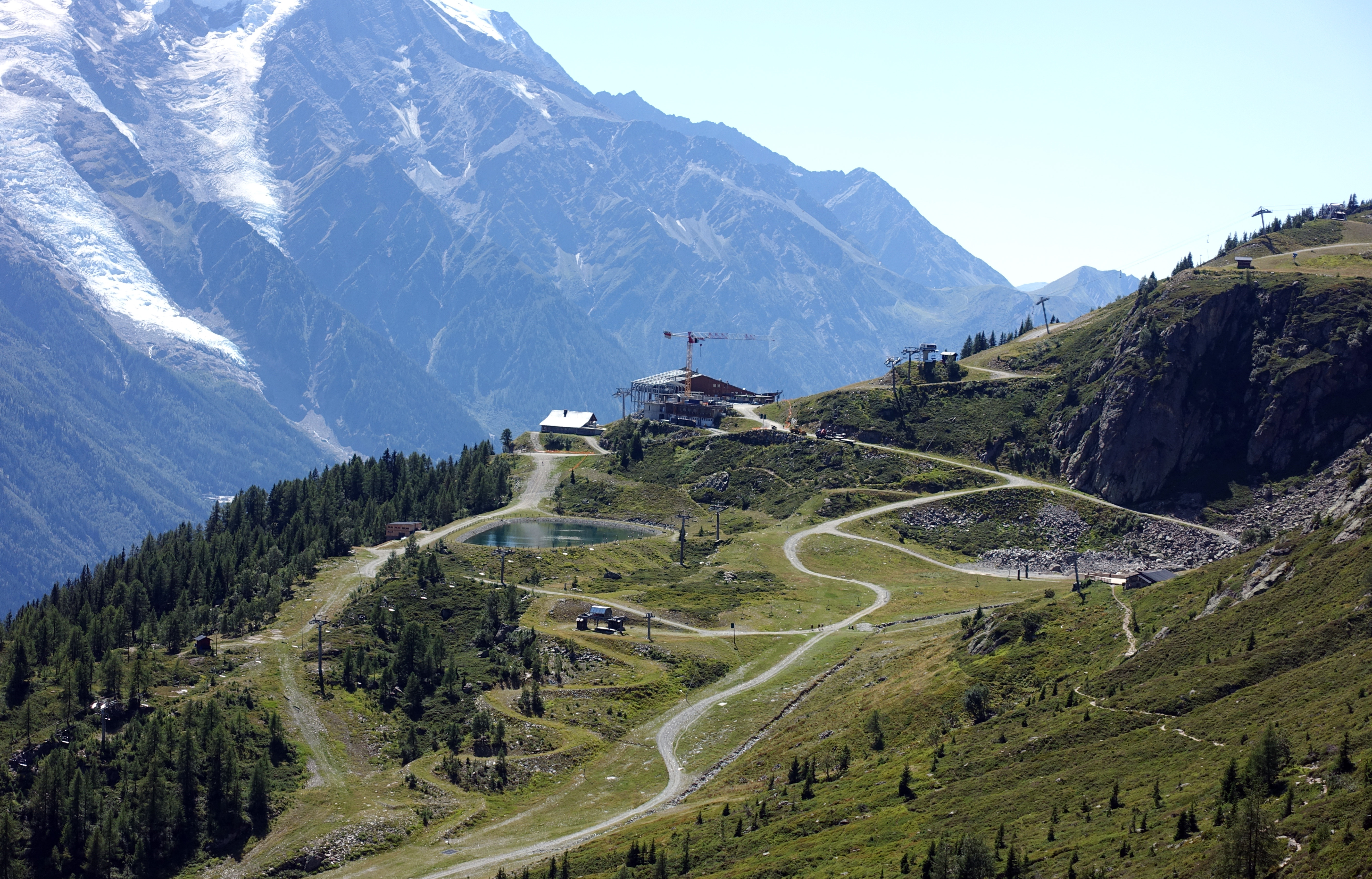
Le site de la Flégère en août 2019 avec la gare amont de la télécabine en travaux.

La Flégère est accessible par un téléphérique à partir de 1956 mais son débit étant devenu insuffisant au fil des ans, la remontée mécanique est remplacée en 2019 par la télécabine actuelle, solution retenue parmi d'autres, notamment des itinéraires alternatifs depuis Planpraz, les Tines ou la Joux. Les travaux préparatoires débutent en 2018, ceux de la télécabine en elle-même en avril 2019 pour une ouverture le 14 décembre.